# 7. јануар
7. јануар је седми дан у години у Грегоријанском календару. 358 дана (359 у преступним годинама) остаје у години после овог дана.

## Догађаји
- 1325 — Алфонс IV постао краљ Португала.
- 1537 — Убијен поглавар Фиренце Алесандро де Медичи, кога је наследио Козмо де Медичи, велики војвода тоскански, банкар и мецена научника и уметника.
- 1558 — Француска освојила Кале, последњи посед Енглеске у континенталној Европи
- 1598 — На руски престо је ступио Борис Годунов, после смрти Фјодора I, последњег цара из династије Рјурикович.
- 1610 — Астрономија: Италијански астроном и математичар Галилео Галилеј открио је Јупитерове месеце Ио, Европу, Ганимед и Калисто, данас познате као „галилејски месеци“.
- 1738 — Мировни споразум је потписан између Песхва Бајирао и Јаи Сингx II након Маратха победе у бици код Бхопал у Индији.
- 1764 — SICULICIDIUM, покољ Секеља у Мадефалви
- 1785 — Џон Џефрис и Жан Пјер Бланшар први су прелетели канал Ламанш балоном напуњеним загрејаним ваздухом.
- 1789 — На првим председничким изборима у САД победио је вођа из Рата за независност Џорџ Вашингтон. Поново је изабран 1792, а 1796. је одбио да се кандидује.
- 1807 — Велика Британија је прогласила блокаду Француске и земаља савезница француског цара Наполеона I Бонапарте. У економском рату дебљи крај је извукла Француска, чија је морнарица неколико пута поражена, па није могла да пробије обруч британских бродова.
- 1872 — Изашао је први српски позоришни лист Позориште, који је покренуло Српско народно позориште у Новом Саду. Лист је излазио до 1908.
- 1895 — Независност: Кореја прогласила независност од Кине.
- 1905 — Успостављен сигнал за помоћ «CQD», који је 2 године касније замењен сигналом "СОС".
- 1909 — У Београду почела прва балканска конференција социјалдемократских партија и радничких покрета Србије, Црне Горе, Македоније, Турске, Хрватске и Славоније, Словеније, Босне и Херцеговине и Румуније. Тродневни скуп је усвојио резолуцију о стварању савеза слободних народа Балкана у оквиру балканске федерације.
- 1916 — Први светски рат: На температури 24 степена испод нуле, одиграла се главна битка на Мојковцу између црногорских и аустроугарских трупа. У тој бици, у драматичним околностима, црногорска војска окована ледом и снегом, убеђена да чува одступницу српској војсци, доживела је голготу, али и пружила снажан отпор аустроугарској војсци и нанела јој велике губитке. Црногорска војска, показало се, непотребно је изгинула, јер се српска војска већ налазила између Скадар и Драча. Но, »крвава и славна мојковачка касапница«, како је Мојковачку битку назвао бригадир Милош Меденица, једна је од најславнијих црногорских победа у Првом светском рату. У мојковачкој операцији из строја је избачено око 3.000 црногорских војника.
- 1919 — На Цетињу и у другим градовима Црне Горе кулминирала је Божићна неуспешна побуна у Црној Гори то јест устанак противника безусловног уједињења – присаједињења Црне Горе Србији, издејствованог одлуком Велике Подгоричке скупштине, којом је Црна Гора изгубила државност. Устанак под вођством Крсте Поповића у крви су угушиле српска војска и полиција у сарадњи с белашима – присталицама анексије.
- 1920 — Трупе белоармејаца руског адмирала Александра Колчака предале се код Краснојарска.
- 1927 — Успостављена је редовна трансатлантска телефонска веза између Лондона и Њујорка.
- 1935 — Бенито Мусолини и француски министар спољних послова Пиере Лавал потписали Римски споразум.
- 1940 — Зимски рат: финска 9. дивизија зауставила и потпуно уништила надмоћније совјетске снаге на путу Раате-Суомуссалми.
- 1942 — Други светски рат: Почела битка за полуострво Батан на Филипинима. Бorbe su вођене од јануара до априла 1942, и то је био део јапанске офанзиве на Пацифику. Борбе на Батану вођене су у време кад су Јапанци муњевито освајали огромна пространства Далеког истока, не наилазећи нигде на озбиљнији отпор.
- 1946 — Независност: Западне силе су признале Аустрију у границама из 1937.
- 1948 — НЛО: Пилот Националне гарде Кентакија Томас Мантел срушио се у потрази за наводним НЛО-ом.
- 1949 — Сијам (Сиам) је променио име у Тајланд (Тхаиланд).
- 1953 — Нуклеарно наоружање: Председник САД Хари Труман је објавио да је у САД израђена хидрогенска бомба.
- 1979 — Камбоџанско-вијетнамски рат: Камбоџански побуњеници су, уз помоћ вијетнамских снага након двонедељне опсаде, заузели Пном Пен и срушили владу Црвених Кмера Пола Пота. Сматра се да је за време режима Црвених Кмера од априла 1975. у Камбоџи убијено или умрло од глади и исцрпљености између милион и два милиона људи.
- 1985 — Јапанска аеронаутичка и свемирска истраживачка агенција (ЈАXА) лансирала Сакигаке, прву јапанску међупланетарну летелицу и прву свемирску сонду за дубоки свемир коју је лансирала нека друга земља осим САД и Совјетског Савеза.
- 1986 — Ембарго: Амерички председник Реган прекинуо је све економске односе са Либијом.
- 1989 — Принц Акихито положио заклетву за цара, наследивши на јапанском престолу свог оца Хирохита након његове смрти.
- 1990 — Криви торањ у Пизи је први пут после 800 година свог постојања затворен за туристе ради рестаурације.
- 1991 — 
  - Створено Српско национално вијеће за Славонију, Барању и Западни Срем.
  - Рогер Лафонтант, бивши лидер Тонтон Мацоуте-а на Хаитију под вођством Франсоа Дувалиеа, покушао је државни удар који се завршио његовим хапшењем.
- 1992 — Рат у Хрватској: Авион Југословенске народне армије оборио је код Новог Марофа у Хрватској хеликоптер с посматрачима Европске заједнице. Погинуло је свих пет људи у хеликоптеру. Хеликоптер није имао дозволу за прелет.
- 1993 — Рат у БиХ: Муслиманске снаге под командом Насера Орића, су у српском селу Кравица убили преко 40 људи. Све куће су попаљене.
- 1997 — Тероризам: У Алжиру је, у експлозији бомбе коју су у аутобус подметнули исламски екстремисти, погинуло најмање 13 и рањено око сто људи.
- 1998 — Тероризам: Ослободилачка војска Косова, која се прогласила одговорном за серију напада на полицијске станице на Косову и Метохији, преузела је одговорност и за терористичке акције у Македонији, иако је македонско Министарство унутрашњих послова демантовало повезаност ОВК с бомбашким нападима у Македонији.
- 1999 — Сенат САД почео је суђење у поступку смене (импичмент) председнику САД Билу Клинтону, прво после више од 130 година против актуелног шефа државе. Клинтон је био оптужен за кривоклетство и опструкцију правде у афери са бившом приправницом у Белој кући Моником Левински.
- 2000 — Тероризам: Екстремисти албанске такозване ОВК су, на православни Божић, у Призрену убили две Српкиње које су се запутиле у оближњу цркву на литургију.
- 2002 — 
  - француски модни креатор Ив Сен Лоран повукао се из света високе моде. Модну кућу основао је 1962, а прославио се 1966. колекцијом првих смокинга за жене који су постали модни хит.
  - Приликом ложења божићног бадњака у градском парку у Беранама, у Црној Гори јаке полицијске снаге спречиле су сукоб између присталица Српске православне цркве и непризнате Црногорске православне цркве и ухапсиле више лица.
- 2003 — Тероризам: Припадници анти-терористичке полиције су изјавили да су у Лондону открили малу количину рицина, смртоносног отрова, и да је с тим у везу ухапшено седам Африканаца.
- 2004 — Тероризам: Врховни суд Индонезије потврдио је смртну казну исламском терористи Амрозију, оптуженом за подметање експлозива у ноћни клуб на острву Бали, када су усмрћене најмање 202 особе, махом западни туристи.
- 2005 — Шеф ирске полиције је саопштио да је Ирска републиканска армија украла 50 милиона долара из Белфаст банке.
- 2009 — 
  - Влада Шри Ланке поново је увела забрану организације Ослободилачки тигрови тамилског Елама, чиме је та побуњеничка група означена као терористичка. Претходна забрана Тамилских тигрова, који се од 1983. године боре за стварање независне земље етничких Тамилаца, била је укинута 2002. године.
  - Израел и палестинске власти прихватиле су план за примирје у појасу Газе, у чијој изради су активно учествовале Француска и Египат.
- 2015 — 
  - Тероризам: Тројица наоружаних исламских терориста су учествовали у нападу на седиште француског сатиричног недељника Шарли ебдо у Паризу, као и у јеврејском супермаркету, пуцајући из калашњикова у своје жртве, gde је укупно смртно страдало 17 особа, а од тог броја 12 особа је страдало у редакцији листа Шарли ебдо. Међу страдалима су и главни уредник Степхане Цхарбонниер Цхарб (47) и карикатуриста Јеан Цабут Цабу (67), те цртачи Георгес Волински (80) и Бернард Верлхац Тигноус (58). Рањена су три полицајца и још једанаест особа. Нападачи браћа Саид Коаши (32), Шериф Коаши (34) и Хамyд Мурад (18) након изласка из зграде побегли су у украденом ауту с полицијом за леђима, али су у тој акцији полиције убијени нападачи браћа Шериф и Саид Куаши. Казнени суд у Паризу је 16. децембра 2020. на казне од четири године до доживотног затвора осудио извршиоце напада и њихове помагаче.
  - Тероризам: Аутомобил бомба је експлодирао испред полицијског колеџа у јеменској престоници Сани, услед чега је 38 људи погинуло, а више од 63 повређено.
- 2017 — Тероризам: Више од 60 особа је убијено, а 50 рањено у нападу аутомобилом бомбом на зграду суда у сиријском градићу Азаз, 30 километара северно од Алепа.

## Рођења
- 1879 — Осман Ђикић, босанскохерцеговачко-српски песник, национални радник, драматург, публициста и политичар. (прем. 1912)[1]
- 1916 — Паул Керес, естонски шахиста. (прем. 1975)[2]
- 1929 — Мирослав Печујлић, југословенски друштвено-политички радник, писац и професор. (прем. 2006)
- 1934 — Новак Килибарда, црногорски политичар, књижевник, историчар књижевности и универзитетски професор. (прем. 2023)[3]
- 1938 — Амфилохије Радовић, митрополит СПЦ. (прем. 2020)[4]
- 1940 — Владица Ковачевић, српски фудбалер и фудбалски тренер. (прем. 2016)[5]
- 1946 — Милорад Каралић, српски рукометаш.[6]
- 1952 — Само Хун, хонгконшки глумац, мајстор борилачких вештина, редитељ, сценариста и продуцент.[7]
- 1956 — Дејвид Карусо, амерички глумац и продуцент.[8]
- 1956 — Никола Никић, босанскохерцеговачки фудбалер и фудбалски тренер.[9]
- 1956 — Миладин Шобић, црногорски музичар.[10]
- 1964 — Николас Кејџ, амерички глумац, редитељ и продуцент.[11]
- 1966 — Ергин Атаман, турски кошаркашки тренер.[12]
- 1970 — Мирослав Стевић, српски фудбалер.[13]
- 1971 — Џереми Ренер, амерички глумац и музичар.[14]
- 1975 — Јован Гојковић, српски фудбалер. (прем. 2001)[15]
- 1979 — Марко Морденте, италијански кошаркаш.[16]
- 1979 — Моника Фостер, америчка порнографска глумица.[17]
- 1982 — Лорен Кохан, америчко-британска глумица.
- 1985 — Луис Хамилтон, британски аутомобилиста, возач Формуле 1.[18]
- 1986 — Вања Мијатовић, српска певачица.
- 1987 — Стефан Бабовић, српски фудбалер.[19]
- 1988 — Хардвел, холандски ди-џеј и музички продуцент.[20]
- 1990 — Грегор Шлиренцауер, аустријски ски-скакач.[21]
- 1991 — Едан Азар, белгијски фудбалер.[22]
- 1991 — Ален Стевановић, српски фудбалер.[23]
- 1992 — Џејмс Бел, амерички кошаркаш.[24]
- 1992 — Божо Ђумић, српски кошаркаш.[25]
- 1992 — Едгарас Улановас, литвански кошаркаш.[26]
- 1993 — Филип Хорански, словачки тенисер.[27]

## Смрти
- 1536 — Катарина од Арагона, прва од шест жена енглеског краља Хенрија VIII (рођ. 1485)[28]
- 1932 — Андре Мажино, француски политичар (рођ. 1877)[29]
- 1941 — Роберт Бејден-Поуел, британски официр, оснивач извиђачког покрета у свету. (рођ. 1857)
- 1943 — Никола Тесла, српски научник и проналазач на пољу електротехнике и радио-технике (рођ. 1856)[30]
- 1984 — Исмет Мујезиновић, југословенски и босанскохерцеговачки сликар. (рођ. 1907)[31]
- 1984 — Алфред Кастлер, француски физичар. (рођ. 1902)[32]
- 1988 — Венко Марковски, македонски писац. (рођ. 1915)[33]
- 1988 — Милан Срдоч, филмски и ТВ глумац. (рођ. 1920)[34]
- 1989 — Хирохито, јапански цар (рођ. 1901)[35]
- 1998 — Владимир Прелог, босанско, хрватско, швајцарски хемичар Нобелова награда за хемију 1975. (рођ. 1906)[36]
- 2005 — Здравко Велимировић, југословенски филмски, телевизијски, радио и позоришни редитељ, сценариста и професор филмске режије (рођ. 1930)
- 2007 — Невенка Урбанова, српска глумица (рођ. 1909)[37]
- 2017 — Марио Соарес, бивши португалски председник и премијер (рођ. 1924)[38]
- 2025 — Милорад Милинковић, српски редитељ, сценариста, глумац, публициста (рођ. 1965)

## Празници и дани сећања
- (1. године) по Грегоријанском календару (25. децембар по Јулијанском календару), по хришћанском предању, рођен је Исус Христос. Овај празник је у ранијој, индоевропској традицији слављен као „дан рађања новог бога/сунца“, а у вези је са зимском краткодневицом. Због разлике у календарима, 7. јануара га славе верници Српске православне цркве и још неких православних цркава (руска и јерусалимска патријаршија, Света гора), док већина осталих хришћана Божић слави 25. децембра.